# Lindernia tridentata
Lindernia tridentata är en tvåhjärtbladig växtart som först beskrevs av John Kunkel Small, och fick sitt nu gällande namn av D.Q. Lewis. Lindernia tridentata ingår i släktet Lindernia och familjen Linderniaceae. Inga underarter finns listade i Catalogue of Life.